# Derecho argentino

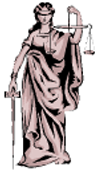
Clásica representación de la justicia.

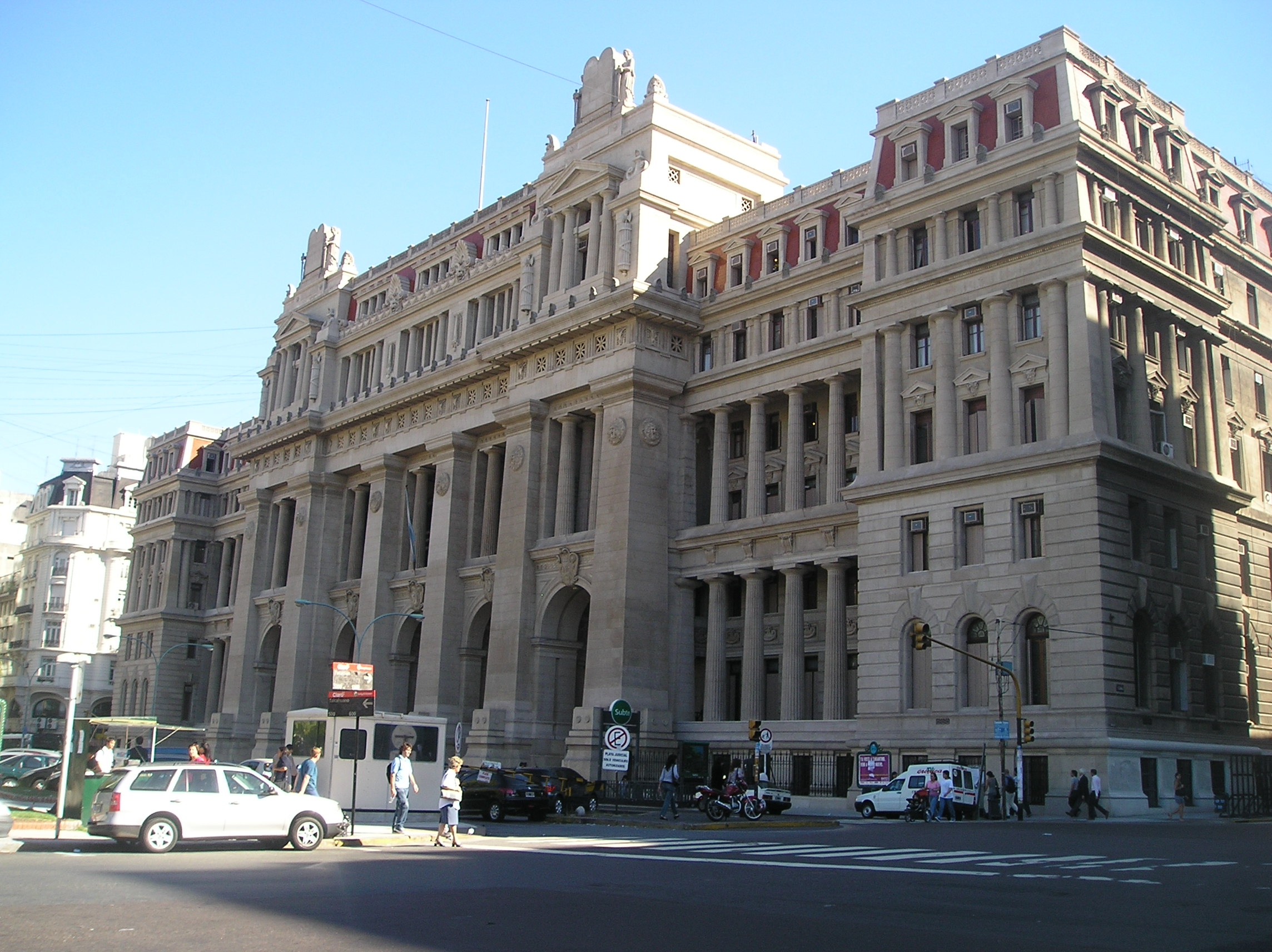
Palacio de Justicia de la Nación, sede de la Corte Suprema de Justicia de la Nación Argentina, ubicado en la ciudad de Buenos Aires.

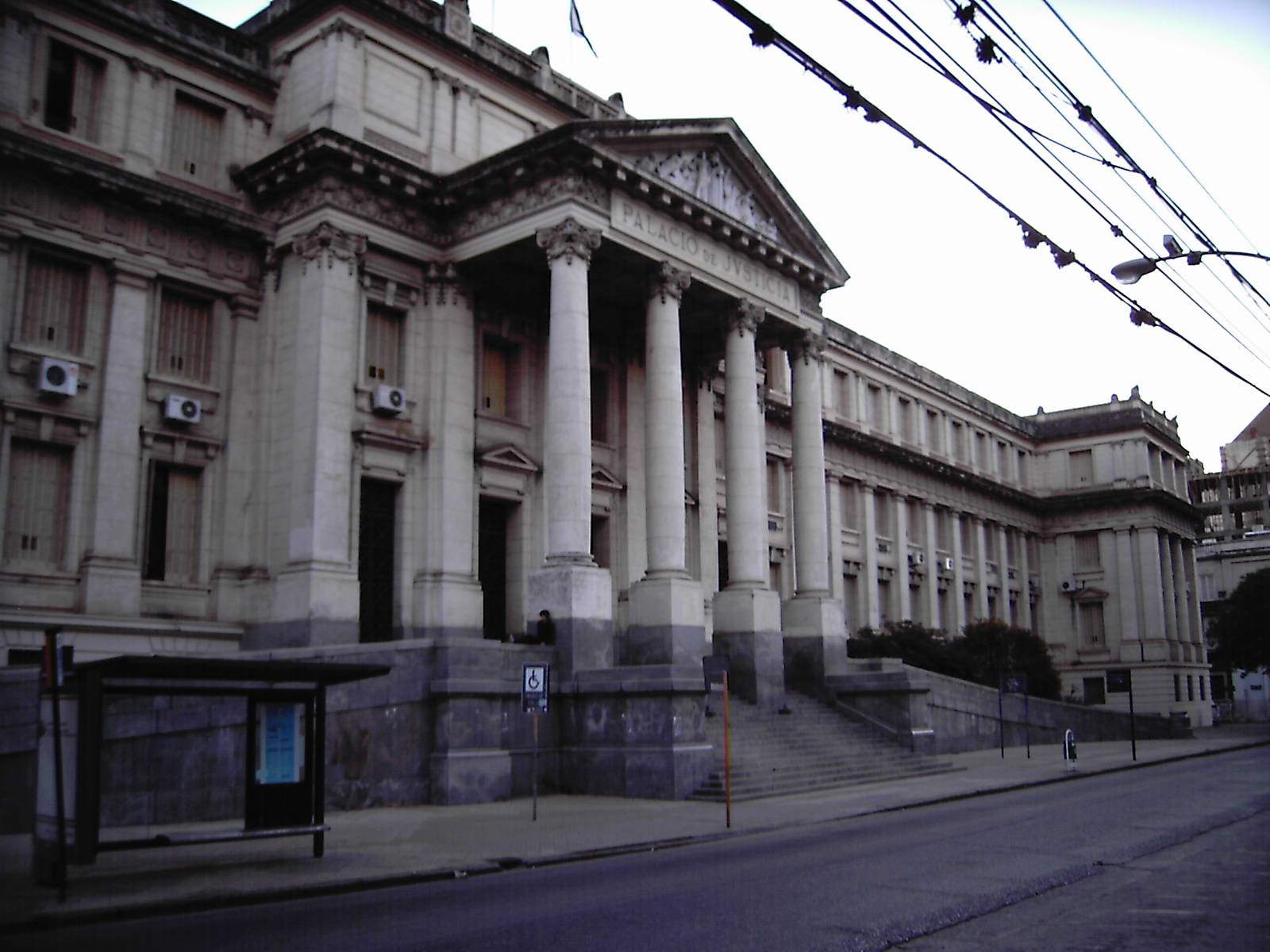
Palacio de justicia (Tribunales I), ubicado en la ciudad de Córdoba.

Se denomina Derecho Argentino al ordenamiento jurídico que rige en la República Argentina, entendiendo por tal su territorio continental, insular, sus aguas territoriales, consulados y embajadas, buques civiles con bandera argentina en aguas internacionales y buques públicos. 

## Características
Trata de un sistema de derecho continental , que se apoya principalmente en la Ley en sentdo amplio (leyes y reglamentos) y en menor medida en  la jurisprudencia, la costumbre y la doctrina. Asimismo, se trata de un derecho complejo, en el que conviven los ordenamientos jurídicos de la nación (federal), de las provincias, los municipios y la Ciudad Autónoma de Buenos Aires

### Supremacía de la Constitución
La norma suprema del derecho argentino es la Constitución Nacional Argentina que regula el funcionamiento de los poderes públicos y los derechos fundamentales de los argentinos. La Constitución, además de poseer carácter de norma jurídica directamente aplicable por el Poder Judicial, goza de una supremacía material que condiciona los contenidos del resto de normas. Ver, al respecto, Marbury contra Madison y Municipalidad de la Capital contra Elortondo.

### Control de constitucionalidad
Toda norma jurídica que sea parte del ordenamiento argentino estará sometida a un requisito de validez que gira en torno a que no se oponga a la Constitución (serán nulas todas las normas que sean contrarias a la Constitución). El control de constitucionalidad de las normas es realizado por todos los jueces de cualquier fuero o instancia, lo que se denomina control de constitucionalidad jurisdiccional difuso por la vía indirecta, incidental o de excepción e "inter partes".

### Separación de poderes. Estado de Derecho
La división de poderes, idea fundamental en el pensamiento liberal, es el eje del sistema político. En la base, la soberanía nacional permite la elección, por sufragio universal, obligatorio (varones y mujeres mayores de 18 años) y directo (opcional a partir de los 16). 
El Poder Ejecutivo es unipersonal y ejercido por un ciudadano con el título de Presidente de la Nación.
El poder legislativo nacional es colegiado y bicameral (una Cámara de Senadores y una Cámara de Diputados).
El poder judicial está conformado por la Corte Suprema de Justicia de la Nación y demás tribunales inferiores.